# Xylocopa bombylans
La abeja carpintera pavo real (Xylocopa bombylans), es un himenóptero ápido, una entre las cerca de quinientas especies de abejas carpinteras del género Xylocopa establecido por Pierre André Latreille en 1802, cuyas primeras especies aparecieron hace entre 33,9 y 37,2 millones de años

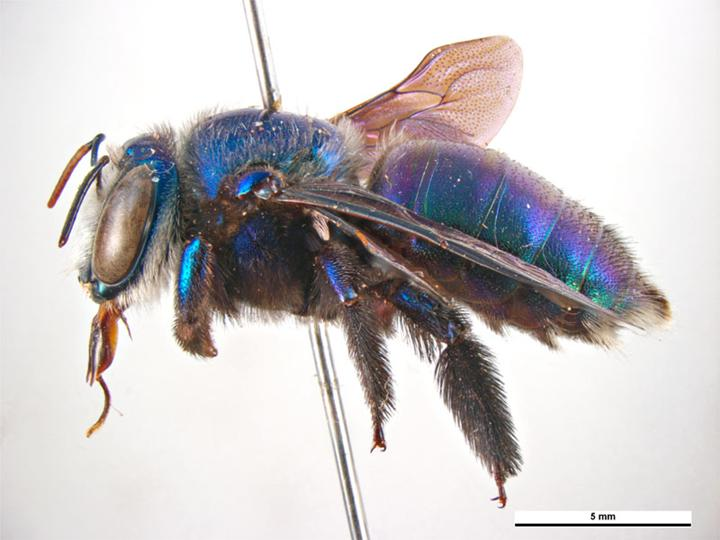
Hembra vista de perfil

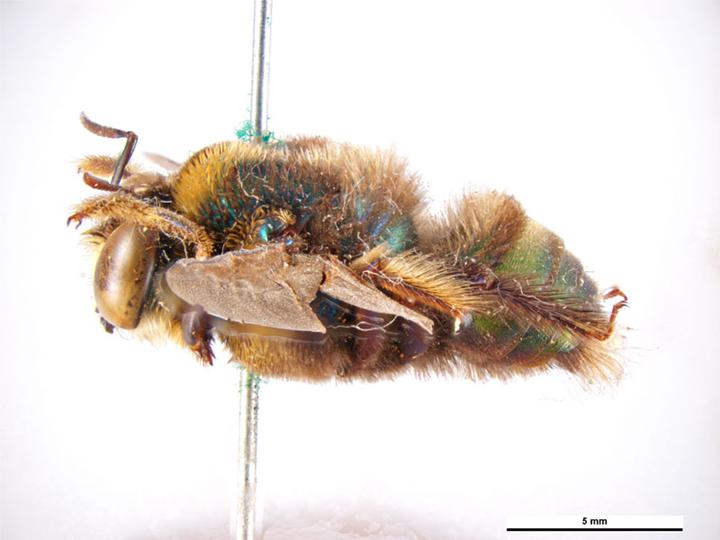
Macho visto de perfil

## Distribución
Las abejas carpinteras de esta especie, a diferencia de otras del mismo género como X. violacea o X. frontalis no se encuentran muy extendidas, limitándose su presencia al oeste de Australia (Queensland, Victoria y Nueva Gales del Sur), desde la Península del Cabo de York, bajando por la línea de la costa hasta la región de Sídney.

## Características
Como su nombre lo indica, estas abejas carpinteras (en realidad, sólo las hembras) poseen un brillo azul verdoso metálico, que asemeja al del pavo real, aunque a veces puedan aparecer con ciertas tonalidades purpúreas según el ángulo desde el que se las vea. Los machos tienen unas distintivas marcas blancas en el área del rostro. Igual que sucede con el resto de las especies de Xylocopa, su presencia puede ser advertida por el grueso zumbido que emiten al batir las alas y, aunque poseen un aguijón potencialmente doloroso, no son agresivas (en cuanto esta especie en particular, de hecho, no se han registrado picaduras).
Las abejas de esta especie son comunes entre primavera y otoño, alimentándose comúnmente de las flores de plantas de la familia Fabaceae, como Gomphonolobium latifolium (así como otras especies del género Gomphonolobium) en primavera y  Pultenaea elliptica en otoño. Esta especie es reconocida, asimismo, como polinizadora de las Melastoma affine. Entre algunas otras especies que visita se cuentan las de los géneros Banksia, Xanthorrhoea, Hardenbergia, Tristania, Leptospermum, Aotus, Cassia y Leucopogon.
La abeja carpintera pavo real hace sus nidos, al igual que el resto de sus congéneres, en agujeros excavados en madera blanda de plantas como Banksia spp., Melaleuca spp. y Casuarina spp. Es la hembra quien se encarga de este trabajo utilizando sus mandíbulas, alcanzando sus túneles los 30 centímetros de profundidad y teniendo de ancho entre 11 y 14 milímetros. Estos túneles pueden multiplicarse e interconectarse cuando se realizan en superficies lo suficientemente amplias y anchas, aunque en otras circunstancias varias hembras pueden compartir un nido, con una de ellas saliendo en busca de comida y las demás vigilándolo. Una X. bombylans defiende la entrada bloqueándola con su abdomen, como también hacen las abejas del género Allodapula. Machos y hembras pueden invernar en los túneles construidos cuando las temperaturas exteriores así lo requieran. Estos túneles, tal y como en el resto de las especies del género, están divididos en varias celdas, en cada una de las cuales una abeja carpintera hembra fecundada deposita un huevo junto a provisiones de néctar y polen para cuando éste eclosione.

## Taxonomía
Xylocopa grossa fue descrita por el entomólogo, economista y naturalista danés Johan Christian Fabricius en 1775.
Sinonimia
- Apis bombylans (Fabricius, 1775), basónimo.
- Lestis bombylans  (Fabricius, 1775).
- Xylocopa australiensis (Kirby, 1819).
- Lestis bombiliformis (Froggatt, 1896).
- Lestis violascens (Cockerell, 1905).
- Lestis aerata violascens (Cockerell, 1905).
- Lestis gibbonsi (Cockerell, 1929).
- Lestis aerata gibbonsi (Cockerell, 1929).
- Lestis bombylans violacea (Rayment, 1939).